# Anywhere (리타 오라의 노래)
〈Anywhere〉는 리타 오라의 노래이다. 두 번째 정규 앨범 《Phoenix》의 싱글이다. 영국 싱글 차트 2위를 한 곡이다. 영국 축음기 협회(BPI) 더블 플래티넘 등급을 받은 곡이다.

## 곡 목록
- Digital download[1]

1. "Anywhere" – 3:35

- Digital download (R3hab Remix)[2]

1. "Anywhere" (R3hab Remix) – 2:54

- Digital download (Willy William Remix)[3]

1. "Anywhere" (Willy William Remix) – 3:33